# Décharge du Lac Stukely
Décharge du Lac Stukely är ett vattendrag i Kanada.   Det ligger i provinsen Québec, i den sydöstra delen av landet, 270 km öster om huvudstaden Ottawa. Décharge du Lac Stukely ligger vid sjön Lac Bowker.
I omgivningarna runt Décharge du Lac Stukely växer i huvudsak lövfällande lövskog. Runt Décharge du Lac Stukely är det ganska glesbefolkat, med 39 invånare per kvadratkilometer.